# Nematopoa
Nematopoa és un gènere de plantes de la família de les poàcies, ordre de les poals, subclasse de les commelínides, classe de les liliòpsides, divisió dels magnoliofitins.

## Taxonomia
- Nematopoa longipes (Stapf i C.E.Hubb.) C.E.Hubb.